# Problepsis candidior
Problepsis candidior är en fjärilsart som beskrevs av Louis Beethoven Prout 1917. Problepsis candidior ingår i släktet Problepsis och familjen mätare. Inga underarter finns listade i Catalogue of Life.